# Naumburger Senioren-Convent

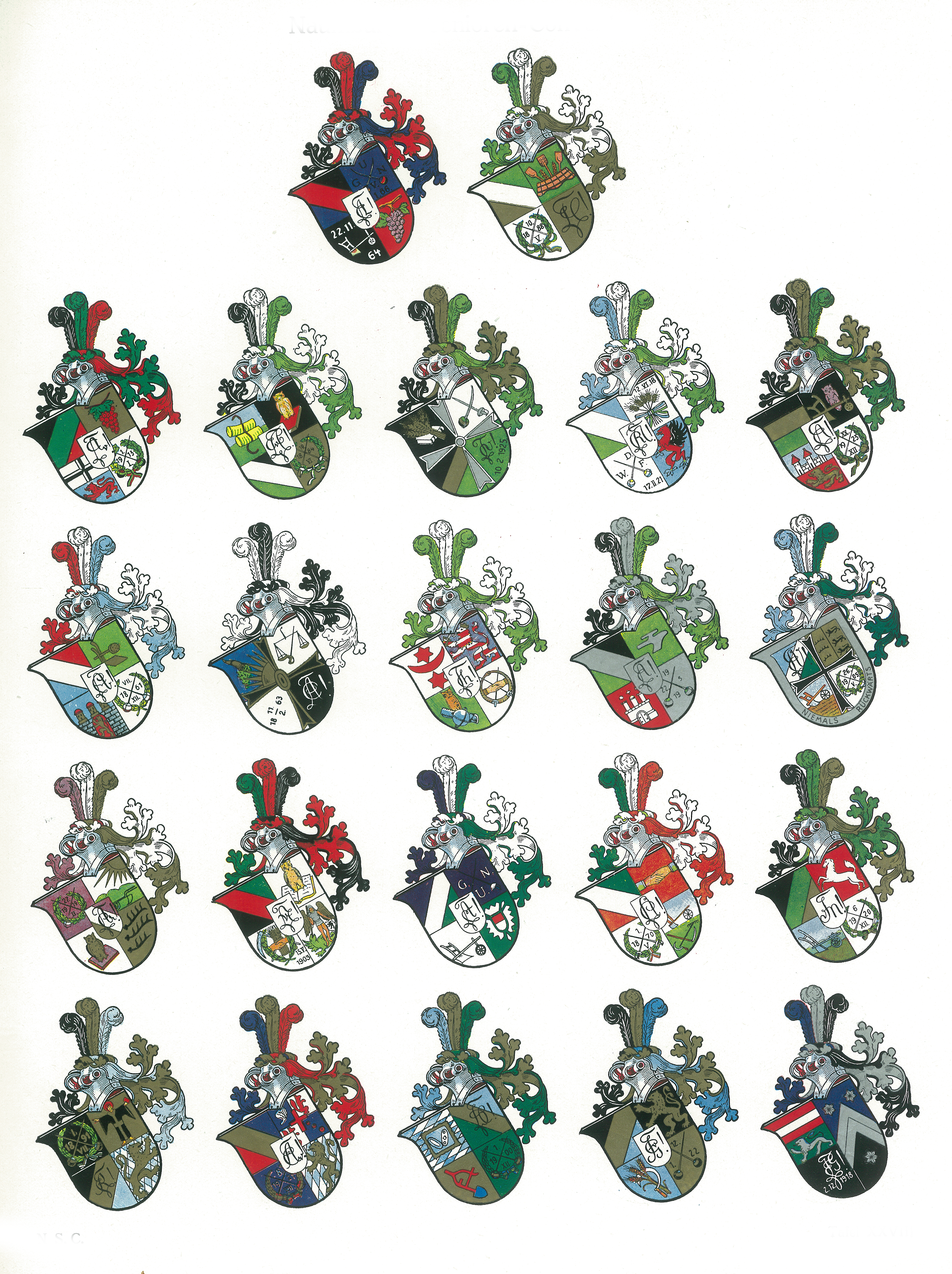
Bünde des Naumburger-Senioren-Convents

Der Naumburger Senioren-Convent war ein Dachverband von Studentenverbindungen an landwirtschaftlichen Hochschulen und Universitäten mit landwirtschaftlichen Instituten.

## Geschichte

### Von den Anfängen bis zum Ersten Weltkrieg
Seit den 1850er und 1860er Jahren entstanden an den landwirtschaftlichen Hochschulen und Universitäten erste „Akademisch-landwirtschaftliche Vereine“ (ALV), die sich zu einzelnen ortsübergreifenden Kartellen zusammenschlossen. Seit 1875 bestand ein Kartellvertrag zwischen den ALV in Halle und Leipzig, dem später auch der Verein in Jena beitrat. Der ALV Leipzig begründete im Mai 1881 ein Kartellverhältnis mit Agronomia Königsberg, die ihrerseits bereits mit Agraria Berlin im Verhältnis stand. Im Juni 1881 trat Halle dem Kartell zwischen Leipzig und Königsberg bei.
Die Initiative zum Zusammenschluss zu einem einheitlichen Verband ging von Agraria Berlin aus, die für März 1882 zu einem Vertreterkonvent einlud. Am 5. März 1882 wurden durch Agraria Berlin, ALV Halle, Agronomia Göttingen, Agronomia Jena, Agronomia Leipzig, Agraria Bonn und Agronomia Königsberg die Statuten unterzeichnet und damit der „Allgemeine Verband der akademisch-landwirtschaftlichen Vereine an deutschen Hochschulen“ ins Leben gerufen. Erster Vorsitzender wurde der spätere Professor für Agrarwissenschaften und Direktor des Landwirtschaftlichen Instituts in Halle Ferdinand Wohltmann. Ziele des Verbandes waren die Pflege der Wissenschaft, die Vertretung der Interessen der studierenden Landwirte und die Pflege der Zusammengehörigkeit. Der Verband vertrat von Beginn an das Prinzip der unbedingten Satisfaktion.
In den folgenden Jahren dehnte er sich auf weitere Hochschulen aus: Im Wintersemester stieß Agronomia Breslau hinzu, im Februar 1892 Agraria München, Juni 1904 Agraria Jena, Juni 1912 Agronomia Hohenheim (bereits 1883 bis 1885 war eine andere Agronomia Hohenheim Mitglied, deren Aktivitas sich aber später auflöste und die mit der heutigen Agronomia nichts zu tun hat.). Agronomia Bonn wurde am 1. Januar 1914 durch den Verband gegründet.
Als Verbandsorgan fungierte zunächst Fühlings Landwirtschaftliche Zeitung, die allerdings nur halbjährlich erschien. 1919 wurden die monatlichen ALV-Nachrichten als eigenes Periodikum begründet.

### Vom NDC/NSC zur Deutschen Bauernschaft

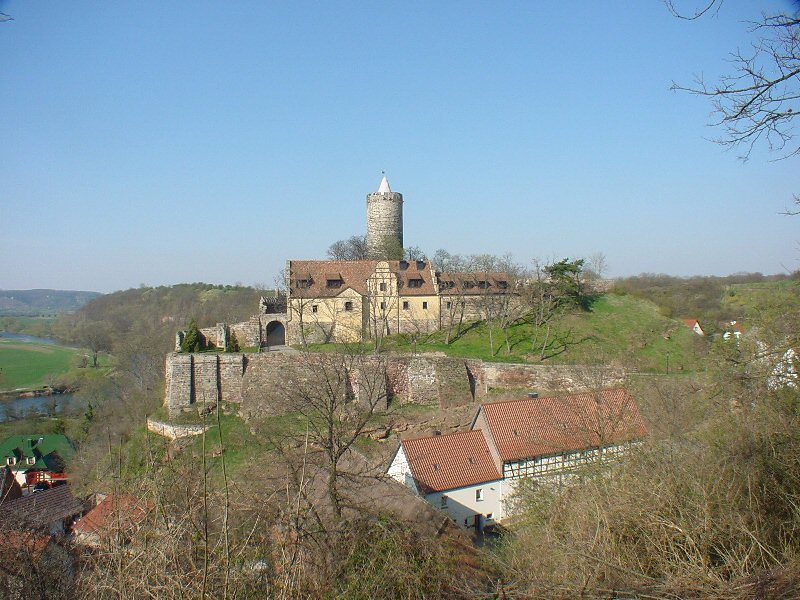
Die Schönburg bei Naumburg

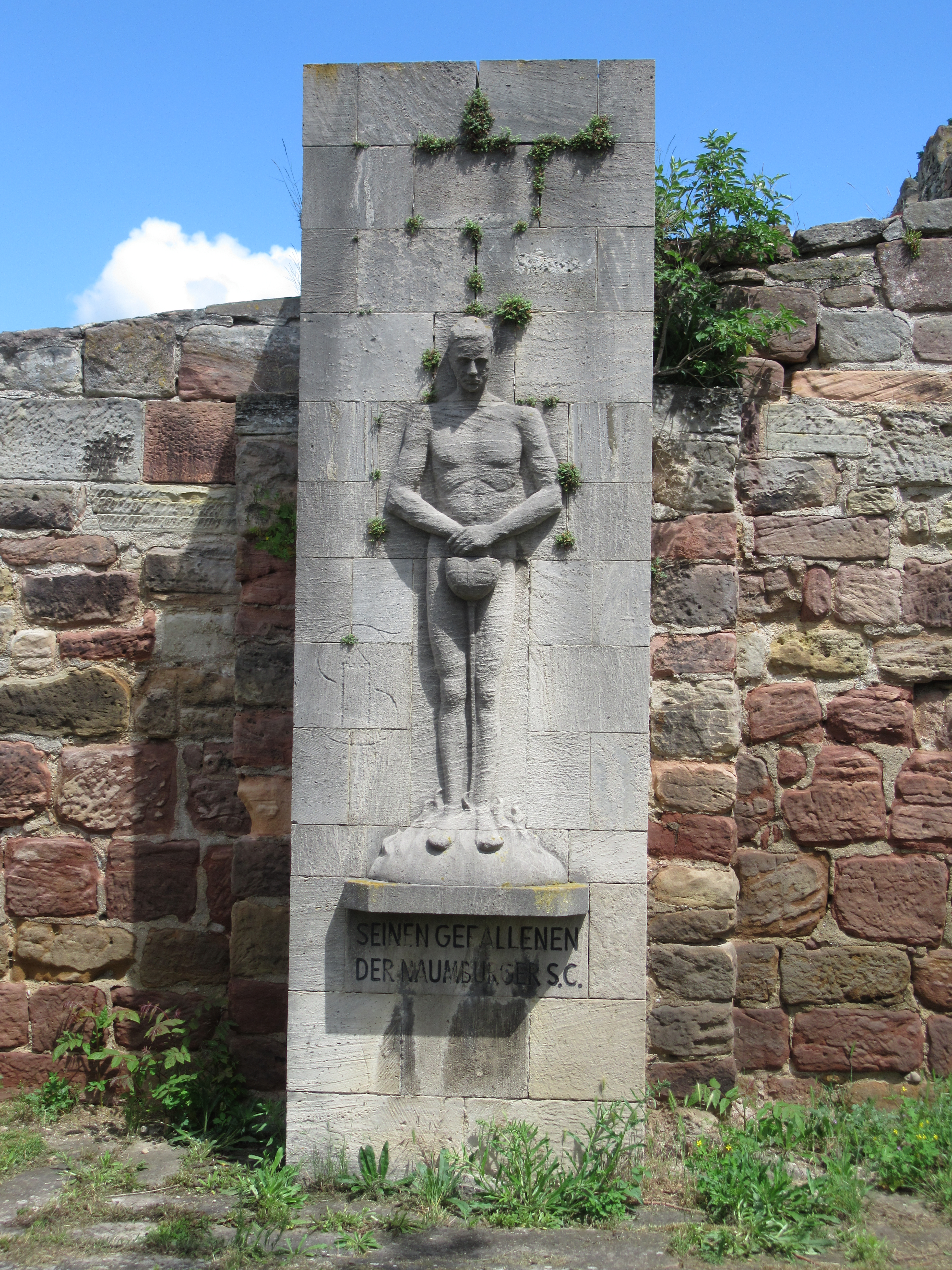
Denkmal für die Gefallenen, Ruine Schönburg

Mit der Aufnahme der Agronomia Gießen und der Gründung der Agraria an der Landwirtschaftlichen Hochschule Weihenstephan als Tochterverbindung der Agraria München nahm die Expansion nach dem Ersten Weltkrieg zunächst ihren Fortgang. Bestand der Verband anfangs noch auf dem „schwarzen Prinzip“ (nicht farbentragend), übernahm er im Juni 1923 Vollcouleur und führte die Bestimmungsmensur als Verbandsprinzip ein.
Ende der 1920er Jahre kam es zu einer Stagnation und Suspension bzw. Verlegung mehrerer Mitgliedsbünder. Mit der Gründung der Gotia an der Hochschule für Bodenkultur in Wien-Mödling gelang allerdings im Wintersemester 1926/27 noch die Ausweitung des Verbandes bis nach Österreich.
Die Delegierten-Convente fanden anfangs anlässlich der Wanderausstellung der Deutschen Landwirtschafts-Gesellschaft statt. 1922 wurde Naumburg als fester Tagungsort gewählt und 1925 gemeinsam mit der Stadt Naumburg die ehemals im Besitz der Bischöfe von Naumburg befindliche Burg Schönburg als Eigentum erworben.
Noch 1922 änderte der Verband seinen Namen in Naumburger Deputierten-Convent. 1925 trat er dem Erlanger Verbände- und Ehrenabkommen bei. Als die Verbandsbezeichnung nach der Corpserklärung der meisten Bünder 1928 in Naumburger Senioren-Convent geändert wurde, traten die Verbindungen Agronomia Göttingen, Agronomia Leipzig und Agraria Jena, die an der alten Bezeichnung Akademische Landwirtschaftliche Verbindung festhielten, aus dem Verband aus und gründeten das Cartell Akademischer Landwirtschaftlicher Verbindungen an deutschen Hochschulen (CALV). Der NSC bestand damit noch aus zwölf Corps mit 230 Aktiven, 900 Inaktiven und 2185 Alten Herren. Die CALV-Verbindungen gründeten am 7. November 1933 gemeinsam mit drei weiteren zwischenzeitlich aus dem NSC ausgeschiedenen Corps die Deutsche Bauernschaft, die am 18. Dezember 1933 unter dem Namen Deutsche Bauernschaft. Naumburger Verband akademisch landständischer Verbindungen an deutschen Hochschulen und Universitäten mit dem Rest-NSC verschmolz. Tagungsort des Verbandes blieb Naumburg. Die Rechte und Pflichten gegenüber der Schönburg und das Kriegsgefallenendenkmal des NSC gingen auf die Deutsche Bauernschaft über. Zugleich legte der Verband ein Bekenntnis zur „Pflege der bäuerlichen Idee im Sinne des Darré´schen Grundsatzes von Blut und Boden“ ab. Der bisherige Führer der (alten) Deutschen Bauernschaft, Landwirt Hermann-Heinrich Freudenberger (Leiter der Presseabteilung des Reichsnährstandes), wurde zum Führer des vereinigten Verbandes ernannt. Als neue Verbandszeitschrift erschien das Blatt Pflug und Schwert. Anfang 1934 umfasste der Mitgliederbestand der Deutschen Bauernschaft 901 Aktive und Inaktive und 2174 Alte Herren in 15 Bauernschaften.
Im Januar 1934 legte der Verband die Bezeichnung Deutsche Bauernschaft wieder ab und nannte sich nur noch Naumburger Verband akademisch landständischer Verbindungen an deutschen Hochschulen und Universitäten. Pfingsten 1934 erfolgte die erneute Umbenennung in Naumburger Thing. Die Mitgliedsverbindungen legten sich die Bezeichnung Landständische Kameradschaften zu. Am 19. Oktober 1935 löste die der Naumburger Thing mit zuletzt noch neun Kameradschaften auf.

### Nachleben
Nach dem Zweiten Weltkrieg wurde der Verband nicht wieder begründet. Von den ehemaligen Mitgliedskorporationen sind das Corps Alemannia Kiel, das Corps Agronomia Hallensis zu Göttingen (beide heute im Weinheimer Senioren-Convent), das Corps Donaria zu Weihenstephan (verbandsfrei) die einzigen aus dem NSC hervorgegangenen noch aktiven Corps. Die Agronomia Hohenheim und die Agraria München-Weihenstephan wurden nach dem Zweiten Weltkrieg als nichtschlagende Akademische Verbindungen wiedergegründet. Agronomia Göttingen, die die Umwandlung in ein Corps verweigert hatte, besteht heute unter der Bezeichnung Studentenverbindung Agronomia Gottingensis als verbandsfreie Korporation. Sie hat auch die Traditionen von Agronomia Jena, Agronomia Leipzig, Agronomia Gießen und Agraria Jena übernommen.

## Mitgliedsverbindungen

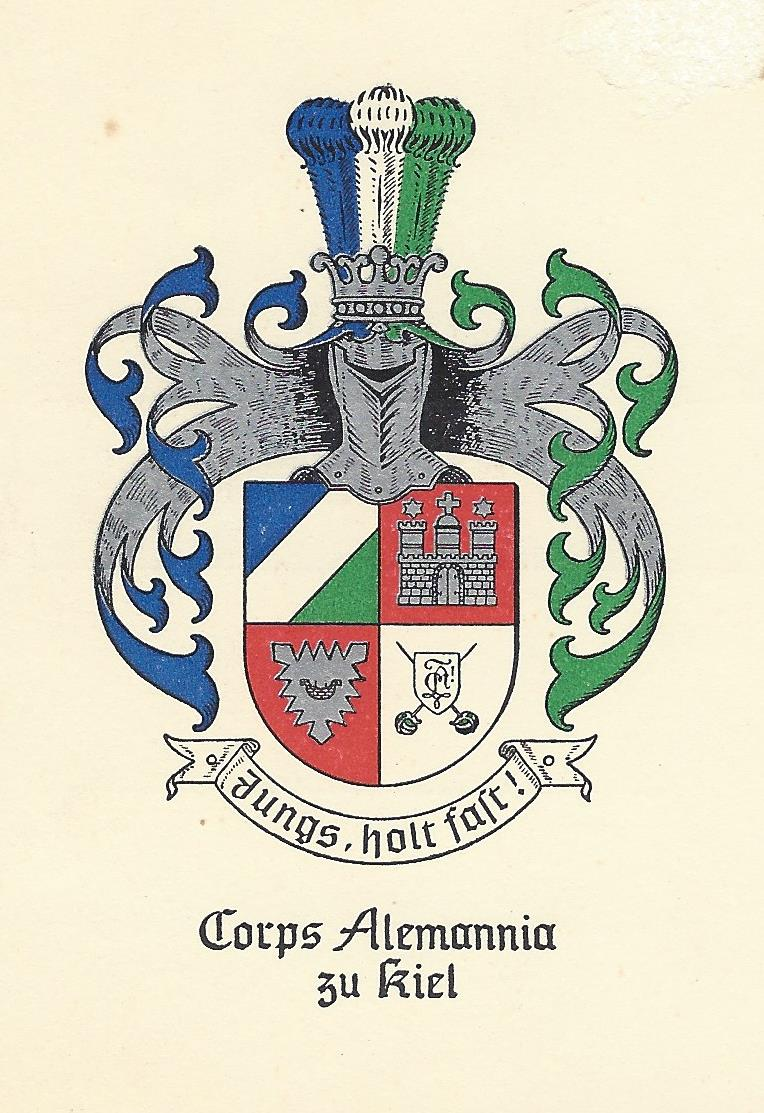
Alemannia Kiel

- Agraria Berlin
- Cimbria Berlin
- Agronomia Bonn
- Agronomia Breslau
- Agronomia Gießen
- Agronomia Göttingen
- Agraria Göttingen
- Agronomia Halle
- Thuringia Halle
- Agronomia Hamburg
- Agronomia Hohenheim
- Agraria Jena
- Agronomia Kiel
- Agronomia Leipzig
- Niedersachsen Leipzig
- Agraria München
- Agraria Weihenstephan
- Donaria Weihenstephan
- Germania Weihenstephan
- Gotia Mödling-Wien